# 今市場町
今市場町（いまいちばちょう）は、愛知県津島市の地名。現行行政地名は今市場町一丁目から今市場町四丁目。

## 地理
津島市西部に位置する。東は西柳原町、南は中野町・明天町・瑞穂町、北は錦町・弥生町に接する。

## 歴史

### 沿革
- 1953年（昭和28年） - 津島市大字津島の一部により、同市今市場町として成立[1]。

## 世帯数と人口
2018年（平成30年）1月1日現在の世帯数と人口は以下の通りである。
| 丁目           | 世帯数  | 人口  |
| -------------- | ------- | ----- |
| 今市場町一丁目 | 22世帯  | 49人  |
| 今市場町二丁目 | 30世帯  | 74人  |
| 今市場町三丁目 | 46世帯  | 108人 |
| 今市場町四丁目 | 27世帯  | 50人  |
| 計             | 125世帯 | 281人 |

### 人口の変遷
国勢調査による人口の推移
| 1995年（平成7年）  | 413人 | [ 7 ]  |  |
| 2000年（平成12年） | 349人 | [ 8 ]  |  |
| 2005年（平成17年） | 305人 | [ 9 ]  |  |
| 2010年（平成22年） | 273人 | [ 10 ] |  |
| 2015年（平成27年） | 257人 | [ 11 ] |  |

## 学区
市立小・中学校に通う場合、学区は以下の通りとなる。また、公立高等学校に通う場合の学区は以下の通りとなる。
| 丁目           | 番・番地等 | 小学校           | 中学校             | 高等学校 |
| -------------- | ---------- | ---------------- | ------------------ | -------- |
| 今市場町一丁目 | 全域       | 津島市立南小学校 | 津島市立天王中学校 | 尾張学区 |
| 今市場町二丁目 | 全域       | 津島市立南小学校 | 津島市立天王中学校 | 尾張学区 |
| 今市場町三丁目 | 全域       | 津島市立南小学校 | 津島市立天王中学校 | 尾張学区 |
| 今市場町四丁目 | 全域       | 津島市立東小学校 | 津島市立藤浪中学校 | 尾張学区 |

## 交通
- 愛知県道68号名古屋津島線（佐屋街道）[6]
- 名鉄尾西線[6]

## 施設
- 津島市南文化センター[6]北緯35度10分32.1秒 東経136度43分44.9秒 / 北緯35.175583度 東経136.729139度
- あいち銀行津島中央支店[6]北緯35度10分35.2秒 東経136度43分58.9秒 / 北緯35.176444度 東経136.733028度
- 名古屋銀行津島支店[6]
- 曹洞宗興禅寺[6]北緯35度10分37.7秒 東経136度43分45秒 / 北緯35.177139度 東経136.72917度
- 曹洞宗延命寺[6]北緯35度10分36.9秒 東経136度43分36.6秒 / 北緯35.176917度 東経136.726833度
- 真宗高田派教津寺[6]北緯35度10分32.1秒 東経136度43分40.9秒 / 北緯35.175583度 東経136.728028度
- 日蓮宗妙延寺[6]北緯35度10分37.2秒 東経136度43分34.4秒 / 北緯35.177000度 東経136.726222度
- 貞寿寺[6]北緯35度10分36.3秒 東経136度43分40.7秒 / 北緯35.176750度 東経136.727972度

- 興禅寺
- 妙延寺

## 史蹟
- 津島市指定文化財 - 津島祭屏風（大橋家所蔵）・木造菩薩座像・鑿子（ともに貞寿寺所蔵）・雲板（興禅寺所蔵）など[6]
- 津島市史跡 - 堀田木吾・之邑の墓（興禅寺境内）[6]

## その他

### 日本郵便
- 郵便番号 : 496-0803[4]（集配局：津島郵便局[14]）。